# Code de la Bible
Les codes de la Bible, connus aussi sous le nom de codes de la Torah, sont des phrases ou des fragments de mots ou de phrases, dont certains pensent qu'ils ont un sens, et qu'ils sont placés intentionnellement de manière codée dans le texte de la Bible.
À la fin des années 1970, Eliyahu Rips est le premier chercheur à faire une recherche systématique d'un code de la Bible à l'aide d'un ordinateur, se concentrant sur le début de la Genèse. Au début des années 1980, Doron Witztum commence à travailler avec lui puis, en 1994, Rips, Doron Witztum et Yoav Rosenberg publient un article dans le journal Statistical Science, annonçant avoir découvert une preuve que les messages trouvés dans le texte hébreu de la Genèse seraient le fait d'une intention.
Ces codes sont rendus célèbres par le livre La Bible : le Code secret de Michael Drosnin, qui prétend qu'ils peuvent être utilisés pour prédire l'avenir.

## Méthodes
La première méthode avec laquelle des messages avec une prétendue signification ont été extraits est celle de la Séquence de lettres équidistantes (SLE). Pour obtenir une SLE d'un texte, il faut choisir un point de départ (en général, n'importe quelle lettre) et un nombre, lui aussi choisi de manière libre et pouvant être négatif. Puis de la lettre de départ, sélectionner la lettre de distance égale à celle donnée par le nombre choisi, puis recommencer de la nouvelle lettre trouvée, et ainsi de suite… 
Par exemple dans cette phrase, les lettres en gras forment une séquence SLE et donnent le mot RESTE (le nombre choisi est 3).

En arrangeant les lettres de la Genèse 26:5–10 (version anglaise) dans une grille de 21 colonnes on obtient les mots « Bible » et « code ». Des centaines d'autres arrangements peuvent permettre de trouver de nouveaux mots.
Il faut cependant bien noter que ceci n'est qu'un exemple, car l'hébreu biblique ne contient aucune indication des voyelles, ce qui implique que les mots sont représentés sur nettement moins de lettres que dans les langues basées sur l'alphabet latin, et facilite grandement l'apparition de mots «cachés», ce qui est beaucoup plus difficile dans d'autres langues.

## La preuve
L'étude de Rips, Witztum et Rosenberg était basée sur l'idée selon laquelle si les mots trouvés dans un texte dans une langue inconnue ont un sens intentionnel, alors en fonction de ce sens, on peut s'attendre à ce que les mots dont le sens est corrélé, soient en moyenne plus proches les uns des autres que les mots n'ayant pas de lien sémantique entre eux. L'idée est que si les mots dont le sens est proche, sont de façon consistante, également plus proches dans le texte, alors, cela signifie que cette correspondance entre la proximité physique et la proximité sémantique, a nécessairement une cause qui attribuait aux mots, une corrélation sémantique similaire à celle que nous y attribuons (sans une telle cause, les proximités physiques et sémantiques devraient être statistiquement indépendantes).
Et donc, si nous disposons d'un «dictionnaire partiel» (c'est-à-dire une liste limitée de mots dont nous connaissons le sens supposé, nous pouvons établir une liste de paires de mots dont le sens est corrélé entre eux). Par exemple : Si mon dictionnaire partiel contenait les mots pour «maman», «bébé», «automobile» et «frein», il serait légitime de s'attendre à ce que les distance dans le texte qu'on analyse, entre «maman» et «bébé», et entre «automobile» et «frein», soient en moyenne plus courtes, que les distances entre les mêmes mots, mais en construisant des paires non corrélées sémantiquement (dans cet exemple simple-ci : entre «maman» et «automobile», et entre «bébé» et «frein» ; ou entre «maman» et «frein», et entre «bébé» et «automobile»).
Et donc, en suivant ce raisonnement, le critère de l'étude (l'hypothèse nulle) consiste à dire que s'il n'y a pas de corrélation intentionnelle, alors la mesure de la distance dans le texte entre les mots appariés, devrait être strictement indépendante de la façon dont ceux-ci ont été appariés.
En pratique, la méthode consiste donc à : 
1. concevoir une mesure de distance entre deux mots qui soit applicable à des mots cachés dans des séquences de lettres équidistantes ;
2. définir une statistique qui exprime la proximité globale de deux mots à partir de cette mesure de distance ;
3. choisir l'ensemble des mots sur lesquels on va effectuer la mesure et une façon de les apparier qui rende compte des corrélations sémantiques, ainsi qu'un ensemble de 999 999 façons alternatives de les apparier qui au contraire soient indépendantes de ces corrélations sémantiques ;
4. mesurer par un test statistique la probabilité que la mesure de proximité physique avec le premier appariement fasse partie de la même distribution statistique que les 999 999 autres.

### Résultats
Les résultats observés par cette expérience ont été hautement significatifs, alors qu'en comparaison, le même test effectué sur une traduction en hébreu du texte Guerre et paix de Léon Tolstoï n'a donné aucun résultat significatif.

## Les critiques
Il existe un certain nombre de critiques relatives à cette recherche, qui ont donné lieu a des débats pas toujours très compréhensibles entre les auteurs et leurs contradicteurs. Un nombre important de ces critiques sont invalidées dans la mesure où elles attribuent implicitement ou explicitement à l'article, des affirmations qu'il ne fait pas, tandis que d'autres apparaissent pertinentes.

### Critiques non pertinentes ou invalides
- Si vous ne connaissez pas le sujet, laissez ce bandeau (vous pouvez alors contacter les auteurs).
- Si vous supprimez le contenu mis en cause (vous pouvez préalablement contacter les auteurs),

argumentez précisément cette suppression dans la page de discussion
(un manque de référence n'est pas un argument ; une recherche réelle de référence doit avoir été effectuée, être formellement documentée).
Il y a entre autres eu des critiques basées sur la facilité avec laquelle on peut trouver quasiment n'importe quelle séquence de lettres par cette méthode, d'autant plus que l'hébreu ancien (au même titre que l'arabe ancien) facilite cette recherche en n'ayant pas de représentation pour les voyelles. Cette critique, cependant, néglige le fait que la probabilité d'apparition des mots recherchés n'est pas et n'impacte pas l'effet mesuré par l'étude.
Une autre critique concerne le fait qu'on n'aurait pas réalisé de test contrôle sur d'autres textes que celui du roman Guerre et paix de Tolstoï : Bien que le principe de l'expérience ne fasse pas apparaître de raison qui justifie l'apparition d'une telle propriété dans un texte qui n'aurait pas été conçu dans ce but ; un tel test de contrôle est bien mentionné dans l'article (le test avec Guerre et paix) et a fourni un résultat largement non significatif qui diverge clairement de celui avec la Genèse.
Une troisième critique consiste à dire que ces «codes secrets» permettraient de trouver de fausses prophéties. Cependant, cette critique ne s'applique qu'au livre de Michael Drosnin qui a revendiqué avoir prédit l'assassinat d'Yitzhak Rabin de 1995, grâce à cette méthode. Les auteurs de la recherche, en revanche, n'ont jamais prétendu que les codes de la Bible permettaient de faire des prophéties et ne soutiennent pas les conclusions de Drosnin. Ils ont trouvé des éléments qui n'étaient pas connus au moment de l'écriture de la Bible, mais rien ne démontre que le texte ne contienne pas également des événements qui ne sont jamais arrivées et qui n'arriveront jamais. Tout ce que cette étude montre, c'est que l'effet observé est trop improbable pour être accepté comme le fait du hasard.

### Critiques pertinentes
Des critiques par des statisticiens plus sérieux ont été publiées, mais il semble qu'elles portent essentiellement sur le fait que les données «pourraient» avoir été manipulées sans faire la preuve qu'elles l'aient réellement été. De plus, ceci semble contradictoire avec le fait que l'expérience ait été reproduite avec des données différentes, par Harold Gans, un chercheur de la NSA, alors que celui ci tentait de les réfuter.
Selon le Dictionnaire sceptique : « Le professeur Menachem Cohen, célèbre spécialiste de la Bible de l’Université Bar-Ilan, s’est montré critique envers Doron Witztum et ses collègues pour deux raisons : premièrement, il y a plusieurs autres versions hébraïques de la Genèse pour lesquelles les SEL [séquences de lettres équidistantes] ne donnent pas de résultats significatifs du point de vue statistique, et secondement, les appellations données aux grands hommes d’Israël étaient arbitraires et manquaient d’uniformité. »

### Ouvrages en français
- Drosnin Michael, La Bible : Le Code secret, Robert Laffont, 1999,  (ISBN 978-2221085387)
- Klopfenstein Michael, La Bible : le code qui n'est pas secret, publication internet chez Mike°Soft, 1998,

### Ouvrages en anglais
- Drosnin Michael, The Bible Code, Simon&Schuster, 1997,  (ISBN 0-684-81079-4) (ou : Weidenfeld & Nicolson, 1997,  (ISBN 0-297-81995-X))
- Drosnin Michael, The Bible Code II: The Countdown, Viking Books, 2002,  (ISBN 0-670-03210-7) (ou: Weidenfeld & Nicolson, 2002,  (ISBN 0-297-84249-8))
- Drosnin Michael, The Bible Code III: The Quest, Weidenfeld & Nicolson, à paraître en 2006,  (ISBN 0-297-84784-8)
- Haralick, Robert M.; Rips, Eliyahu; and  Glazerson, Matiyahu, Torah Codes: A Glimps into the Infinite, Mazal & Bracha Publishing, 2005,  (ISBN 0-9740493-9-5)
- Satinover Jeffrey (en), Cracking the Bible Code, W. Morrow, 1997,  (ISBN 0-688-15463-8)
- Stanton Phil, The Bible Code - Fact or Fake?, Crossway Books, 1998,  (ISBN 0-89107-925-4)

### Articles en anglais
- Doron Witztum, Eliyahu Rips, Yoav Rosenberg, Equidistant letter sequences in the Book of Genesis, Statistical Science, 1994, vol. 9, pp. 429-438
- Brendan McKay, Dror Bar-Natan, Maya Bar-Hillel, Gil Kalai, Solving the Bible Code Puzzle, Statistical Science, 1999, vol. 14, pp. 150-173 [lire en ligne]